# Liste des Premières dames de Colombie
La Première dame de Colombie (en espagnol : Primera dama de Colombia ou simplement Primera dama de la Nacíon, parfois abrégé par l'acronyme FLOCO) est le titre officieux donné à l'hôtesse de la Casa de Nariño. Comme cette fonction est traditionnellement occupée par l'épouse du président de la Colombie,, le titre est souvent pris pour qualifier l'épouse du président en place. Cependant plusieurs femmes qui n'étaient pas l'épouse du président ont servi comme Primera dama lorsque le président était célibataire ou veuf ou quand l'épouse de ce dernier était dans l'incapacité de remplir le rôle de Première dame. Dans ces cas, le poste est occupé par une femme parente ou amie du président. On parle alors aussi d'« hôtesse de la Casa de Nariño » (Anfitriona de la Casa de Nariño).
L'actuelle Primera dama est Verónica Alcocer, épouse de Gustavo Petro. Depuis l'investiture de Gustavo Petro le 7 août 2022, six anciennes Premières dames sont encore en vie : Nydia Quintero, ex-épouse de Julio Cesar Turbay ; Ana Milena Muñoz de Gaviria, épouse de Cesar Gaviria ; Jacquin Strouss Lucena, épouse d'Ernesto Samper ; Nohra Puyana de Pastrana, épouse d'Andrés Pastrana ; Lina Moreno de Uribe, épouse d'Álvaro Uribe ; María Clemencia de Santos, épouse de Juan Manuel Santos et María Juliana Ruiz, épouse d'Iván Duque,.

## Liste des Premières dames
| Première dame | Première dame     | Première dame               | Date de naissance | Date de mariage   | Président (Époux)          | Début du mandat   | Fin du mandat     | Durée de la retraite | Date de décès Âge                   |
| ------------- | ----------------- | --------------------------- | ----------------- | ----------------- | -------------------------- | ----------------- | ----------------- | -------------------- | ----------------------------------- |
| 1             |                   | Soledad Román de Núñez      | 6 octobre 1835    | 14 juillet 1877   | Rafael Núñez               | 1er avril 1886    | 18 septembre 1894 | 29 ans, 275 jours    | 19 juin 1924 88 ans, 257 jours      |
| 2             |                   | Ana de Narváez Guerra       |                   | 15 février 1873   | Miguel Antonio Caro        | 18 septembre 1894 | 7 août 1898       |                      |                                     |
| 3             |                   | Nazaria Domínguez           | 12 avril 1823     |                   | Manuel Antonio Sanclemente | 7 août 1898       | 31 juillet 1900   | 17 ans, 261 jours    | 12 novembre 1882 59 ans, 214 jours  |
| 4             |                   | Matilde Osorio Ricaurte     | 10 avril 1831     |                   | José Manuel Marroquín      | 31 juillet 1900   | 7 août 1904       | 20 ans, 140 jours    | 20 mars 1884 53 ans, 10 jours       |
| 5             |                   | Sofía Angulo de Reyes       | 2 juin 1823       |                   | Rafael Reyes               | 7 août 1904       | 7 août 1909       | 19 ans, 300 jours    | 11 octobre 1889 66 ans, 131 jours   |
| 6             |                   | Antonia Ferrero Atalaya     | 1er novembre 1865 | 10 mai 1880       | Ramón González Valencia    | 7 août 1909       | 7 août 1910       | 44 ans, 279 jours    | 2 mars 1944 78 ans, 305 jours       |
| 7             |                   | Isabel Gaviria Duque        |                   | 1er avril 1890    | Carlos Eugenio Restrepo    |                   |                   |                      |                                     |
| 8             |                   | Elvira Cárdenas             | 12 avril 1870     |                   | José Vicente Concha        | 7 août 1914       | 7 août 1918       | 16 ans, 319 jours    | 22 juin 1935 65 ans, 71 jours       |
| 9             |                   | María Antonia Suárez        | 5 juin 1897       | Père              | Marco Fidel Suárez         | 7 août 1918       | 7 août 1921       | 28 ans, 363 jours    | 5 août 1950 53 ans, 92 jours        |
| 10            |                   | Cecilia Arboleda de Holguín | 21 janvier 1859   | 9 août 1877       | Jorge Holguín              | 7 août 1921       | 7 août 1922       | 1 an, 180 jours      | 3 février 1924 65 ans, 13 jours     |
| 11            |                   | Carolina Vásquez Uribe      | 4 décembre 1869   |                   | Pedro Nel Ospina           | 7 août 1922       | 7 août 1926       | 17 ans, 279 jours    | 12 mai 1955 85 ans, 159 jours       |
| 12            |                   | Leonor de Velasco Álvarez   | 30 juillet 1907   | 5 juin 1926       | Miguel Abadía Méndez       | 7 août 1926       | 7 août 1930       | 44 ans, 160 jours    | 14 janvier 1975 67 ans, 168 jours   |
| 13            |                   | María Teresa Londoño        | 20 mai 1882       | 2 décembre 1911   | Enrique Olaya Herrera      | 7 août 1930       | 7 août 1934       | 27 ans, 271 jours    | 5 mai 1962 79 ans, 350 jours        |
| 14            |                   | María Michelsen de López    | 17 février 1890   | 26 mai 1919       | Alfonso López Pumarejo     | 7 août 1934       | 7 août 1938       | 10 ans, 168 jours    | 22 janvier 1949 58 ans, 339 jours   |
| 15            |                   | Lorenza Villegas de Santos  | 5 octobre 1899    | 6 janvier 1917    | Eduardo Santos             | 7 août 1938       | 7 août 1942       | 17 ans, 231 jours    | 25 mars 1960 60 ans, 172 jours      |
| 16            |                   | María Michelsen de López    | 17 février 1890   | 26 mai 1919       | Alfonso López Pumarejo     | 7 août 1942       | 7 août 1946       | 2 ans, 168 jours     | 22 janvier 1949 58 ans, 339 jours   |
| 17            |                   | Bertha Hernández de Ospina  | 17 avril 1907     | 10 janvier 1920   | Mariano Ospina Pérez       | 7 août 1946       | 7 août 1950       | 43 ans, 35 jours     | 11 septembre 1993 86 ans, 147 jours |
| 18            |                   | María Hurtado de Gómez      | 18 juin 1886      | 9 septembre 1916  | Laureano Gómez             | 7 août 1950       | 13 juin 1953      | 19 ans, 69 jours     | 13 janvier 1971 84 ans, 209 jours   |
| 19            |                   | Carolina Correa Londoño     | 12 janvier 1905   | 30 janvier 1930   | Gustavo Rojas Pinilla      | 13 juin 1953      | 10 mai 1957       | 29 ans, 66 jours     | 15 juillet 1986 81 ans, 184 jours   |
| 20            |                   | Bertha Puga                 | 13 mars 1909      | 10 mars 1931      | Alberto Lleras Camargo     | 7 août 1958       | 7 août 1962       | 45 ans, 2 jours      | 9 août 2007 98 ans, 149 jours       |
| 21            |                   | Susana López de Valencia    | 17 septembre 1910 | 9 août 1931       | Guillermo León Valencia    | 7 août 1962       | 19 mai 1964       | N/A                  | 19 mai 1964 53 ans, 245 jours       |
| 21            | Vacance par décès |                             |                   |                   | Guillermo León Valencia    |                   |                   |                      |                                     |
| 22            |                   | Cecilia de Lleras           | 7 octobre 1916    | 14 juillet 1933   | Carlos Lleras Restrepo     | 7 août 1966       | 7 août 1970       | 33 ans, 208 jours    | 2 mars 2004 87 ans, 147 jours       |
| 23            |                   | María Cristina Arango       | 15 octobre 1928   | 20 février 1951   | Misael Pastrana Borrero    | 7 août 1970       | 7 août 1974       | 43 ans, 39 jours     | 15 septembre 2017 88 ans, 335 jours |
| 24            |                   | Cecilia Caballero Blanco    | 30 septembre 1913 | 14 avril 1938     | Alfonso López Michelsen    | 7 août 1974       | 7 août 1978       | 41 ans, 6 jours      | 13 août 2019 105 ans, 317 jours     |
| 25            |                   | Nydia Quintero              | 28 août 1932      | 10 septembre 1948 | Julio César Turbay         | 7 août 1978       | 7 août 1982       | 42 ans, 245 jours    | Vivante 92 ans, 224 jours           |
| 26            |                   | Rosa Helena Álvarez         | 15 novembre 1924  | 21 janvier 1946   | Belisario Betancur         | 7 août 1982       | 7 août 1986       | 11 ans, 301 jours    | 4 juin 1998 73 ans, 201 jours       |
| 27            |                   | Carolina Isakson de Barco   | 6 janvier 1930    | 1er juillet 1950  | Virgilio Barco             | 7 août 1986       | 7 août 1990       | 21 ans, 170 jours    | 24 janvier 2012 82 ans, 18 jours    |
| 28            |                   | Ana Milena Muñoz de Gaviria | 26 janvier 1956   | 20 juin 1978      | César Gaviria              | 7 août 1990       | 7 août 1994       | 30 ans, 245 jours    | Vivante 69 ans, 73 jours            |
| 29            |                   | Jacquin Strouss Lucena      | 22 février 1952   | 16 juin 1979      | Ernesto Samper             | 7 août 1994       | 7 août 1998       | 26 ans, 245 jours    | Vivante 73 ans, 46 jours            |
| 30            |                   | Nohra Puyana de Pastrana    | 26 mai 1955       | 20 mars 1981      | Andrés Pastrana            | 7 août 1998       | 7 août 2002       | 22 ans, 245 jours    | Vivante 69 ans, 318 jours           |
| 31            |                   | Lina Moreno de Uribe        | 4 novembre 1955   | 1er décembre 1979 | Álvaro Uribe               | 7 août 2002       | 7 août 2010       | 14 ans, 245 jours    | Vivante 69 ans, 156 jours           |
| 32            |                   | María Clemencia de Santos   | 13 novembre 1955  | 10 septembre 1987 | Juan Manuel Santos         | 7 août 2010       | 7 août 2018       | 6 ans, 245 jours     | Vivante 69 ans, 147 jours           |
| 33            |                   | María Juliana Ruiz          | 25 mai 1978       | 15 février 2003   | Iván Duque                 | 7 août 2018       | 7 août 2022       | 2 ans, 245 jours     | Vivante 46 ans, 319 jours           |
| 34            |                   | Verónica Alcocer            | 26 mai 1976       | 14 juillet 2000   | Gustavo Petro              | 7 août 2022       | En fonction       | En fonction          | Vivante 48 ans, 318 jours           |